# 澤村田之助 (4代目)
四代目 澤村田之助（よだいめ さわむら たのすけ、安政4年〈1857年〉 - 明治32年〈1899年〉4月3日）とは、明治時代の歌舞伎役者。屋号は紀伊國屋。定紋は釻菊、替紋は波に千鳥。俳名に有子・百山・曙山。本名も澤村 田之助。

## 来歴
江戸守田座の芝居茶屋「紀の清」の子として生まれ、三代目澤村田之助の門弟となって澤村百之助と名乗る。後に田之助の養子となった。田之助は明治7年（1874年）に京橋鞘町で澤村座を起し、百之助もこの澤村座に出演するが、同年12月に閉座。以後百之助は中村座や都座などに出演する。明治14年 (1881年) に四代目澤村田之助を襲名、立女形となった。明治25年（1892年）4月、澤村座を再興するが興行に失敗し、以後旅芝居をするようになり上州にて没した。享年43。